# Esteban Rolón
Esteban Leonardo Rolón (Posadas, Misiones, Argentina; 25 de marzo de 1995) es un futbolista argentino de origen polaco. Juega de mediocampista y su último club fue Boca Juniors de la Primera División de Argentina.

## Trayectoria

### Argentinos Jrs
Nacido en Posadas, Misiones, Rolón se unió a la formación juvenil de Argentinos Juniors en 2007 a la edad de 12 años.    Hizo su debut con el primer equipo, y la Primera División, el 4 de marzo de 2016, comenzando en una derrota en casa por 1-5 contra Defensa y Justicia.   Apareció en 11 partidos durante la temporada, ya que su equipo sufrió el descenso.
Rolón fue titular indiscutible durante la campaña 2016-17, contribuyendo con 40 apariciones (39 como titular) cuando su equipo regresó a la categoría principal en el primer intento.   Anotó su primer gol profesional el 25 de marzo de 2017, anotando el segundo de su equipo en una victoria en casa por 3-1 contra San Martín de Tucumán.

### Málaga y cesión en Genova
El 25 de agosto de 2017, Rolón firmó un contrato de cuatro años con el Málaga Club de Fútbol de La Liga Española.
El 3 de agosto de 2018, Rolón se unió al club italiano de la Serie A, el Genoa, en calidad de préstamo hasta el 30 de junio de 2019. 
Fue liberado el 3 de octubre de 2020, junto con otros siete jugadores del primer equipo de Málaga Club de Fútbol, debido a un despido. 

### Regreso a Argentina
En 2020, regresó a Argentina siendo comprado por Huracán y tras su buen desempeño, Boca Juniors adquirió su ficha, en el Xeneize disputó 36 encuentros y ganó cuatro títulos. Estuvo dos años cedido en Belgrano de Córdoba, donde fue capitán y titular.

## Clubes
Actualizado hasta el 9 de diciembre del 2024.
| Club               | País          | Año           | Partidos | Goles |
| ------------------ | ------------- | ------------- | -------- | ----- |
| Argentinos Juniors | Argentina     | 2016 - 2017   | 53       | 1     |
| Genoa (cedido)     | Italia        | 2018 - 2019   | 20       | 0     |
| Málaga             | España        | 2019 - 2020   | 19       | 0     |
| Huracán            | Argentina     | 2020 - 2021   | 19       | 1     |
| Boca Juniors       | Argentina     | 2021 - 2023   | 36       | 0     |
| Belgrano (cedido)  | Argentina     | 2023 - 2025   | 55       | 2     |
| Total carrera      | Total carrera | Total carrera | 202      | 4     |

## Palmarés

### Campeonatos nacionales
| Título              | Equipo             | País      | Año     |
| ------------------- | ------------------ | --------- | ------- |
| Primera B Nacional  | Argentinos Juniors | Argentina | 2017-18 |
| Copa Argentina      | Boca Juniors       | Argentina | 2019-20 |
| Copa de la Liga     | Boca Juniors       | Argentina | 2022    |
| Primera División    | Boca Juniors       | Argentina | 2022    |
| Supercopa Argentina | Boca Juniors       | Argentina | 2022    |